# Рафалович, Карп Матвеевич
Карп Матвеевич Рафалович (1793—1871) — генерал-лейтенант, участник многих войн эпохи Александра I и Николая I.
Родился в 1793 г. и происходил из дворян; поступив на службу подпрапорщиком в бывший 20-й егерский полк, он в начале 1812 года был переведён в Черниговский полк, с которым принимал участие в Отечественной войне и в заграничных кампаниях 1813 и 1814 годов.
Черниговский полк, в составе которого находился Рафалович, принимал участие почти во всех сражениях с Наполеоном. Так, 14 июля Рафалович был в сражении при Витебске, 4 и 5 августа при Смоленске, 7 августа при селении Заболотне, 26 числа в Бородинском сражении, 6 октября при Тарутине и во многих других.
В Турецкую войну 1828—1829 гг. Рафалович за боевые отличия был произведён в полковники; с открытием военных действий в 1830 году в Польше он был отправлен в отряд, действовавший против корпуса Дверницкого, и командовал Кременчугским полком, отличившись при взятии Варшавы, за что 25 декабря 1831 г. был награждён орденом св. Георгия 4-й степени (№ 4633 по списку Григоровича — Степанова).
В Венгерскую кампанию Рафалович находился в составе действующих войск и отличился в сражениях под Вайценом и Дебреценом (28 августа 1848 года), за которые и был награждён золотой саблей с надписью «За храбрость».
В Крымской войне он также принимал деятельное участие, будучи уже в чине генерал-майора и командуя целым отрядом, причём взял с бою у турок мост на Сомовом Гирле что на Дунае, и за это блестящее дело пожалован орденом св. Анны 1-й степени; во время Севастопольской кампании, Рафалович находился в составе войск Крымской армии.
В 1857 г. он вышел в отставку, с производством в генерал-лейтенанты. Поселившись затем в Житомире, он там скончался 25 сентября 1871 г.